# Art nouveau à Riga

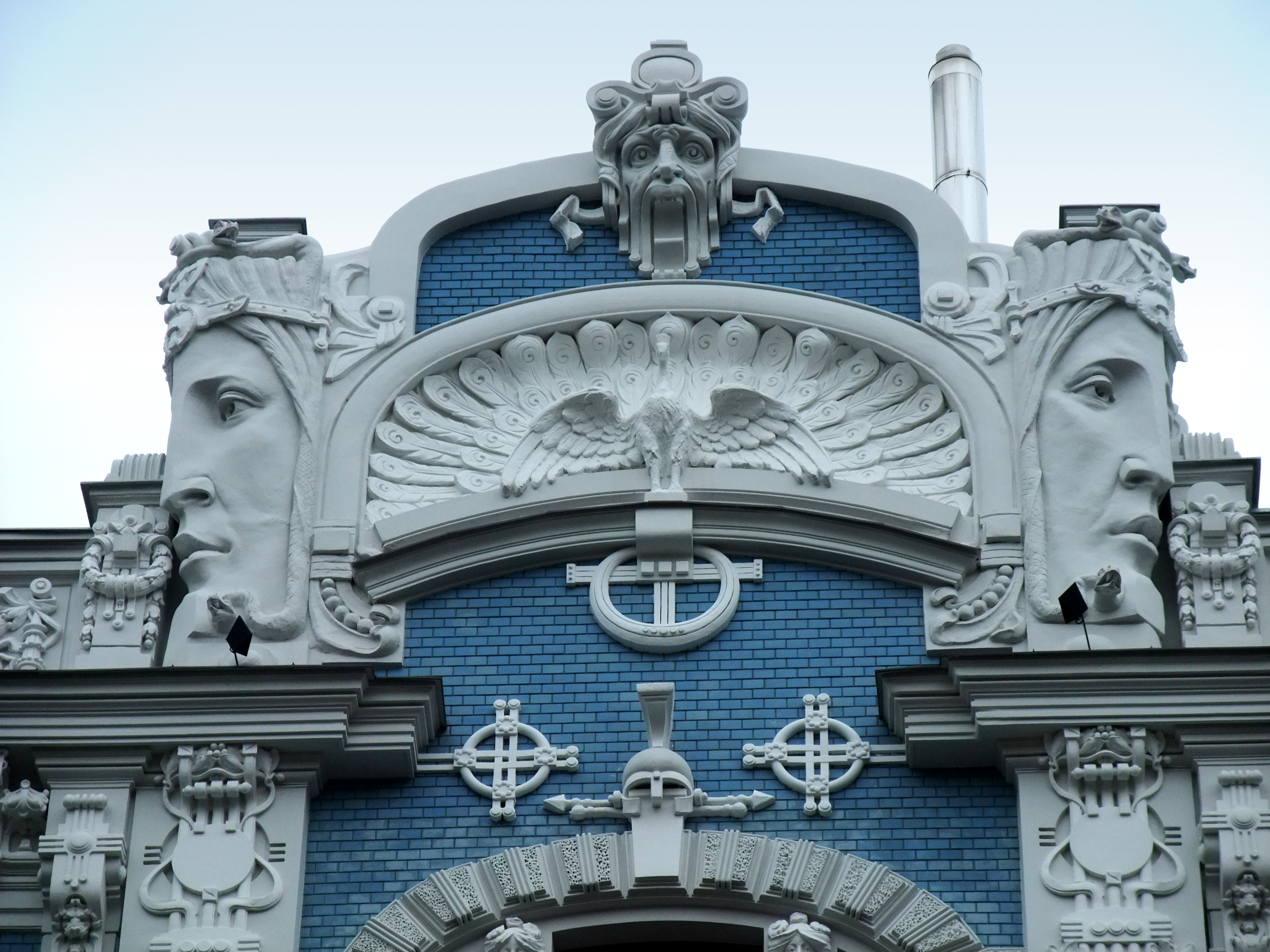
Elizabetes iela, 10b (Mikhaïl Eisenstein)

L'Art nouveau à Riga correspond à une période architecturale du début du XXe siècle qui a vu la réalisation dans la vieille ville médiévale (Vecriga) ainsi que dans le centre historique entourant cette vieille ville, d'un grand nombre de constructions qui font de la capitale de la Lettonie l'une des villes les plus importantes du courant Art nouveau. 
Cette importante concentration d'immeubles de style Art nouveau a contribué à l'inscription du centre historique de Riga sur la liste du patrimoine mondial de l'UNESCO.

## Historique
Riga, fondée comme cité portuaire en 1201 et érigée comme ville de la Ligue hanséatique du XIIIe siècle au XVe siècle, comptait environ 100 000 habitants en 1867. À la veille de la Première Guerre mondiale qui sonnait le glas de la période Art nouveau, la ville hébergeait 470 000 habitants. Cette hausse spectaculaire de la population a engendré une importante expansion de la ville et plus particulièrement au début du XXe siècle (période Art nouveau) quand il fut autorisé de remplacer les anciennes constructions en bois par des immeubles en pierre le long des anciens remparts transformés en espaces verts et lors de la création de la ceinture de boulevards entourant ces parcs. 
Riga devenait la ville européenne ayant la plus forte concentration d’architecture Art nouveau, comptant près de 50 bâtiments Art nouveau de haute valeur architecturale dans la vieille ville (Vecriga) et plus de 300 dans le reste du centre historique. La petite rue Alberta (Alberta iela) longue de 250 m devenant l'une des rues les plus représentatives en concentration et en qualité d'immeubles de style Art nouveau.

## Style et architectes
L'art nouveau à Riga se découvre principalement sur les façades d'imposants immeubles comportant souvent plus de deux étages et de nombreuses travées. Ces façades assez majestueuses sont presque toujours symétriques. Le style Art nouveau se décline surtout par la présence ostentatoire de moulures, de sculptures et de statues représentant souvent des personnages des mythologies grecque et romaine ainsi que des faunes ou des créatures diaboliques. Certaines constructions sont par ailleurs inspirées du romantisme national letton. Ainsi peut-on voir des décorations de feuilles de chêne, arbre sacré en Lettonie, de fleurs comme les marguerites, de pommes de pin ou d'animaux de la région (écureuils, ours, etc.). D'autres immeubles possèdent des façades beaucoup plus sobres se référant à l'art nouveau nordique comme des frises reprenant des dessins et motifs propres aux pays scandinaves.
L'architecte principal est Mikhaïl Eisenstein (1867-1921), un Germano-Balte de Saint-Pétersbourg. Il est le père du cinéaste russe Sergueï Eisenstein, auteur du célèbre Cuirassé Potemkine. Son œuvre se retrouve principalement dans Alberta iela et ses réalisations sont parmi les plus connues et les plus admirées de la ville balte.
Les Lettons Konstantīns Pēkšēns (1859-1928) et Eižens Laube (1880-1967) figurent aussi parmi les architectes les plus influents et les plus prolifiques dans la construction d'immeubles de style Art nouveau de la capitale lettone.
On peut aussi citer le Germano-balte Friedrich Scheffel (décédé en 1913) auteur de la Maison du Chat Noir qui fut souvent associé à Heinrich Scheel mais aussi Wilhelm Bockslaff (1858-1945) ou Paul Mandelstam (1872-1941).
On peut classer l'Art nouveau de Riga en quatre catégories : l'éclectique ou décoratif, le perpendiculaire ou vertical, le national romantique et le néo-classique.

## Principales réalisations Art nouveau de Riga

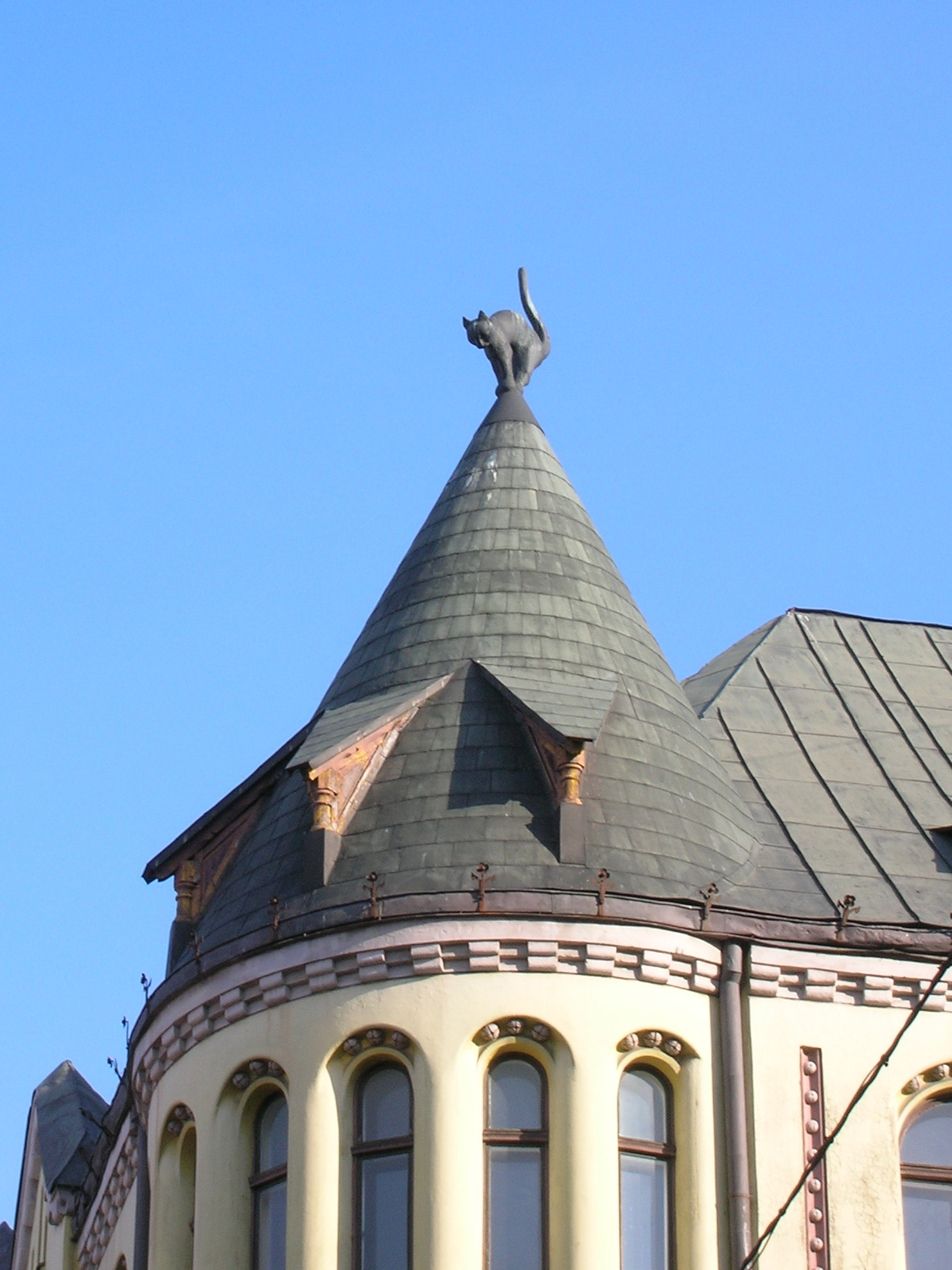
Maison du Chat (1909)

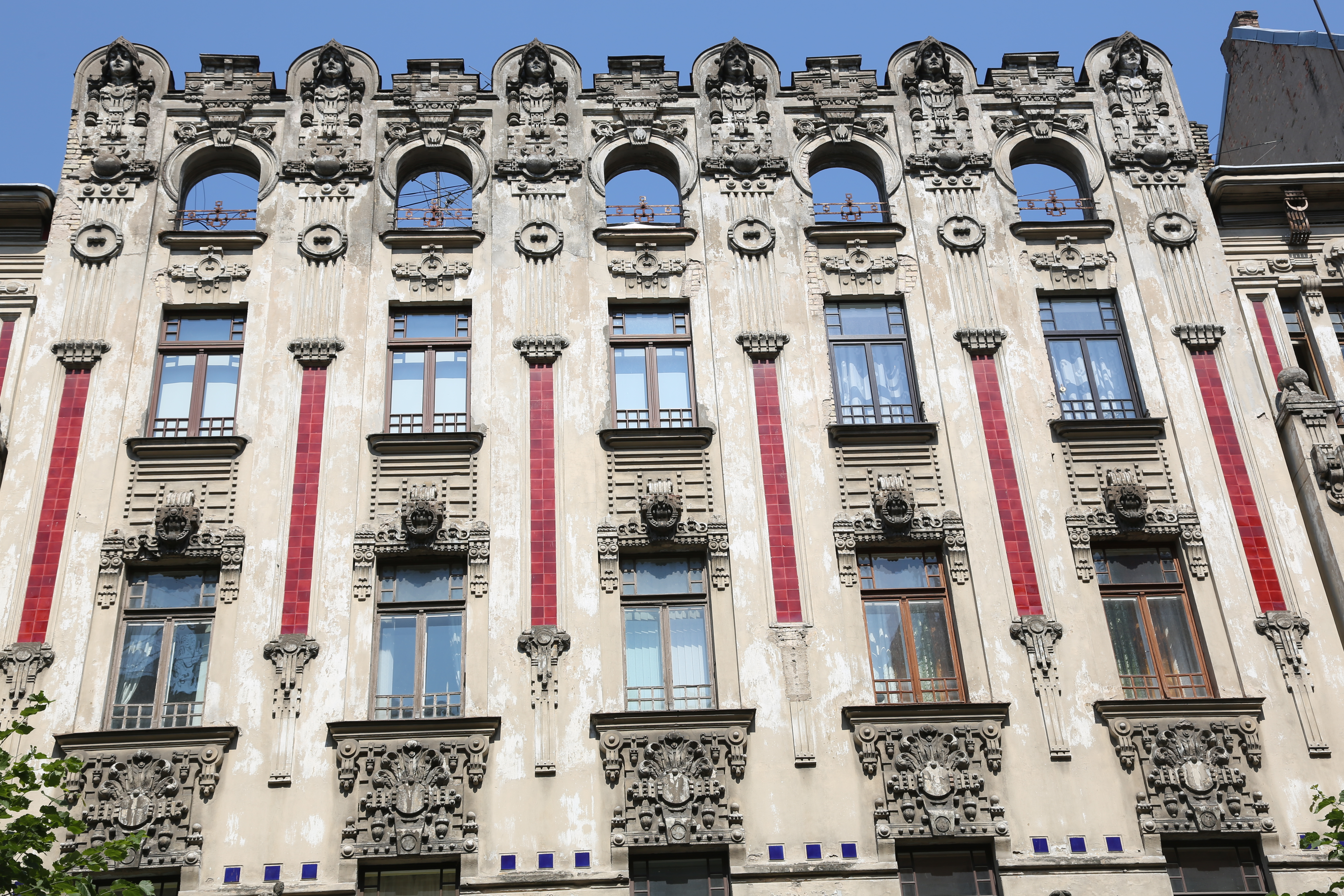
Alberta iela 2a, Mikhaïl Eisenstein

Liste non exhaustive des immeubles de style Art nouveau ou en comportant certains éléments.

### Vieille ville de Riga (Vecriga)
- Audēju iela, 7, Alfred Aschenkampff/Max Gustaw Scherwinskij, 1899
- Jauniela iela, 25/27, Wilhelm Bockslaff, 1903
- Kalēju iela, 23, Paul Mandelstam, 1903
- Kaļķu iela, 12/14
- Meistaru iela, 10/12, Maison du Chat, Friedrich Scheffel, 1909
- Šķūņu iela, 12/14, Friedrich Scheffel, 1902
- Smilšu iela, 2, Konstantīns Pēkšēns, 1902
- Smilšu iela, 8, Heinrich Scheel/Friedrich Scheffel, 1902
- Teātra iela, 9, Heinrich Scheel/Friedrich Scheffel, 1903/1904
- Vaļņu iela, 2, Edgar Friesendorff, 1911

### Alberta ielaetElizabetes iela
- Alberta iela 1, Heinrich Scheel & Friedrich Scheffel, 1901
- Alberta iela 2 et 2a, Mikhaïl Eisenstein, 1906
- Alberta iela 4, Mikhaïl Eisenstein, 1904
- Alberta iela 6, Mikhaïl Eisenstein, 1904
- Alberta iela 8, Mikhaïl Eisenstein, 1903
- Alberta iela 9, Konstantīns Pēkšēns, 1901
- Alberta iela 11, Eižens Laube, 1908
- Alberta iela 12, Konstantīns Pēkšēns & Eižens Laube, 1903
- Alberta iela 13, Mikhaïl Eisenstein, 1904
- Elizabetes iela 10a et 10b, Mikhaïl Eisenstein, 1903
- Elizabetes iela 13, Konstantīns Pēkšēns, 1904
- Elizabetes iela Mārtiņš Nukša, 1910
- Elizabetes iela 33, Mikhaïl Eisenstein, 1901
- Elizabetes iela 45/47 (portail d'entrée), Artur Moedlinger

### Autres rues
- Aleksandra Čaka iela, 22, 26, 55, 57, 67/69, 68
- Antonijas iela, Konstantīns Pēkšēns, 1904
- Blaumaņa iela, 28, 36, 3
- Brīvības iela, 33, 37, 46, 47, 62, 64, 68, 76
- Ģertrūdes iela, 10/12, 30, 46
- Jura Alunāna iela, 2a/Andreja Pumpura, 5 (1906)
- Krišjāņa Barona iela, 11, 37, 49
- Krišjāņa Valdemāra iela, 18, 20
- Kronvalda bulvāris, 10 (1907)
- Lāčplēša iela, 4, 14, 16, 18, 24, 29, 51, 61, 70
- Matīsa iela, 27, 31, 38, 43, 44
- Rūpniecības iela, 1, 3, 5, 11
- Stabu iela , 8, 9
- Strēlnieku iela, 2a, 4a (Mikhaïl Eisenstein, 1905), 6, 13
- Tērbatas iela, 33/35, 49/51
- Vīlandes iela, 4, 10, 11, 12, 14

## Musée
Un petit musée Art nouveau est ouvert depuis le 23 avril 2009 dans l'ancienne demeure de l'architecte Konstantīns Pēkšēns qu'il fit construire en 1903 et y vécut jusqu'en 1907. On peut y voir du mobilier et des éléments décoratifs de la Belle-Époque. Il se situe à l'angle d'Alberta iela (n°12) et de Strēlnieku iela . En face de l'entrée du musée située Strēlnieku iela, se trouve une petite boutique ayant aussi pour thème l'Art nouveau.